# Gymnoscalpellum tarasovi
Gymnoscalpellum tarasovi är en kräftdjursart som beskrevs av Newman och Ross 1971. Gymnoscalpellum tarasovi ingår i släktet Gymnoscalpellum och familjen Scalpellidae. Inga underarter finns listade i Catalogue of Life.